# Rhabdomastix subcaudata
Rhabdomastix subcaudata là loài ruồi trong họ Limoniidae. Chúng phân bố ở khu vực sinh thái Tân Bắc Cực.